# Euproctis sankuru
Euproctis sankuru är en fjärilsart som beskrevs av Collenette 1960. Euproctis sankuru ingår i släktet Euproctis och familjen tofsspinnare. Inga underarter finns listade i Catalogue of Life.